# James Naka
James Naka (ur. 9 października 1984 w Honiarze) – salomoński piłkarz grający na pozycji pomocnika. Od 2011 roku jest zawodnikiem klubu Koloale FC.

## Kariera klubowa
Karierę piłkarską Naka rozpoczął w klubie Marist FC. W jego barwach zadebiutował w pierwszej lidze Wysp Salomona. W 2006 roku wywalczył z Marist tytuł mistrza Wysp Salomona. W latach 2008–2010 grał w Kossa FC. W 2009 roku wygrał z nim rozgrywki Ligi Honiary.
W 2010 roku Naka przeszedł do zespołu Rewa FC z Fidżi. W 2011 roku wrócił do ojczyzny i został zawodnikiem stołecznego Koloale FC. W 2011 roku został z nim mistrzem kraju.

## Kariera reprezentacyjna
W reprezentacji Wysp Salomona Naka zadebiutował w 2007 roku. W 2012 roku wystąpił w Pucharze Narodów Oceanii 2012. Z Wyspami Salomona zajął czwarte miejsce na tym turnieju. Był na nim podstawowym zawodnikiem swojej reprezentacji.